# 行列ノルム
線型代数学における行列ノルム（ぎょうれつノルム、英: matrix norm）は、ベクトルのノルムを行列に対し自然に一般化したものである。

## 性質
以下では体 K を実数体 R または複素数体 C のいずれかを指すものとして用いる。また、Km×n を、K の元を成分に持つ m 行 n 列の矩形行列の全体が、通常の和とスカラー倍に関してなすベクトル空間とする。Km×n 上の行列のノルムはベクトルとしてのノルムである。すなわち、行列 A のノルムを ‖ A ‖ で表せば
1. 正定値性：‖ A ‖ ≥ 0 かつ等号成立は A = O と同値
2. 斉次性：α ∈ K, A ∈ Km×n ならば ‖ αA ‖ = |α|‖ A ‖
3. 劣加法性：A, B ∈ Km×n ならば ‖ A + B ‖ ≤ ‖ A ‖ + ‖ B ‖

が全て満たされる。
正方行列 (m = n) に関して、以下に挙げる条件を課す場合がある。
1. 劣乗法性: ‖ AB ‖ ≤ ‖ A ‖‖ B ‖
2. ∗-性: ‖ A ‖ = ‖ A∗ ‖

ここで A∗ は複素行列 A の随伴を表す。A が実である場合、その随伴は A∗ は転置 A⊤ に一致する。
劣乗法性を持つノルムを劣乗法的ノルム (sub-multiplicative norm) と呼ぶ。劣乗法的ノルムを備えた n 次の正方行列全体の成す集合はバナッハ代数の一例である。

## 誘導されたノルム
2つのベクトル空間 Km, Kn におけるベクトルのノルムが与えられているとき、それらに対応して m × n 行列の空間 Km×n 上の行列ノルムを与えることができる。
{\displaystyle {\begin{aligned}\|A\|&=\max _{x\in \mathbb {K} ^{n} \atop \|x\|_{\mathbb {K} ^{n}}\leq 1}\|Ax\|_{\mathbb {K} ^{m}}\\[8pt]&=\max _{x\in \mathbb {K} ^{n} \atop \|x\|_{\mathbb {K} ^{n}}=1}\|Ax\|_{\mathbb {K} ^{m}}\\&=\max _{\ x\in \mathbb {K} ^{n} \atop x\neq 0}{\frac {\|Ax\|_{\mathbb {K} ^{m}}}{\|x\|_{\mathbb {K} ^{n}}}}\end{aligned}}}
この行列ノルムは誘導ノルム (induced norm) あるいは作用素ノルム (operator norm) と呼ばれる。m = n で行列の定める線型写像の定義域と値域で同じノルムを用いている場合、誘導される作用素ノルムは劣乗法的である。ベクトルの p ノルムに対応して、作用素ノルム
{\displaystyle \|A\|_{p}=\max _{x\neq 0}{\frac {\|Ax\|_{p}}{\|x\|_{p}}}}
が得られる。特に p = 1 と p = ∞ に対しては
{\displaystyle {\begin{alignedat}{2}&\|A\|_{1}&=&\max _{1\leq j\leq n}\sum _{i=1}^{m}|a_{ij}|,\\&\|A\|_{\infty }&=&\max _{1\leq i\leq m}\sum _{j=1}^{n}|a_{ij}|\end{alignedat}}}
と計算することができる（前者は各列に対する「成分の絶対値の和」の最大の値で、後者は各行に対する同様の和の最大の値である）。

特に p = 2 かつ m = n, つまり正方行列に対してユークリッドノルムを考えた場合には、誘導された行列ノルムはスペクトルノルム (spectral norm) になる。行列 A のスペクトルノルムとは A の最大の特異値、別な言い方をすれば半正定値行列 A∗ A の最大固有値の平方根
{\displaystyle \|A\|_{2}={\sqrt {\lambda _{\text{max}}(A^{*}A)}}=\sigma _{\text{max}}(A)}
で与えられる。ここで A∗ は複素行列 A の随伴行列を表す。
ρ(A) を A のスペクトル半径とすると、誘導ノルムはいずれも不等式
{\displaystyle \|A\|\geq \rho (A)}
を満たす（スペクトル半径は下界を与えている）。つまり ρ(A) は A の誘導ノルム全体を動かしたときの下限である。さらに言えば、
{\displaystyle \lim _{r\to \infty }\|A^{r}\|^{1/r}=\rho (A)}
というスペクトル半径公式も得られる。

## 成分ごとのノルム
行列の成分ごとのノルムとは、m 行 n 列の行列を mn 成分のベクトルと見なして、ベクトルの通常のノルムを考えたものである。例えばベクトルの p ノルムを利用すれば
{\displaystyle \|A\|_{p}=\left(\textstyle \sum \limits _{i=1}^{m}\sum \limits _{j=1}^{n}|a_{ij}|^{p}\right)^{\!\!1/p}}
というノルムが得られる。特別の場合として、p = 2 のときはフロベニウスノルムが、p = ∞ のときは最大値ノルムがそれぞれ得られる。

### フロベニウスノルム
p = 2 の場合はフロベニウスノルム (Frobenius norm) またはヒルベルト＝シュミットノルム (Hilbert–Schmidt norm) と呼ばれる（後者は普通、ヒルベルト空間の作用素に限定して使われる）。
このノルムはいくつか異なる定義があるが、
{\displaystyle \|A\|_{F}={\sqrt {\textstyle \sum \limits _{i=1}^{m}\sum \limits _{j=1}^{n}|a_{ij}|^{2}}}={\sqrt {\operatorname {tr} (A^{*}A)}}={\sqrt {\textstyle \sum \limits _{i=1}^{\min\{m,n\}}\!\!\!\!{\sigma _{i}}^{2}}}}
のように書くことができる。ここで A∗ は行列 A の随伴、σi は行列 A の特異値、tr は行列のトレースを表わす。フロベニウスノルムは Kn 上のユークリッドノルムと似て、行列の空間上の（行列を単にベクトルと見なした）標準内積から得られるノルムになっている。
フロベニウスノルムは劣乗法的である。数値線型代数学において有益であり、またフロベニウスノルムは誘導ノルムより計算が容易なことが多い。

### 最大ノルム
最大ノルム (max norm) は p = ∞ に対する成分ごとのノルムとして
{\displaystyle \|A\|_{\max }=\max\{|a_{ij}|\}}
で定義される。これは劣乗法的ノルムではない。

## シャッテンノルム
シャッテンノルム (Schatten norm) は行列の特異値を並べたベクトルに対するノルムとして得られる。ベクトルノルムに p ノルムを用いるものをシャッテン p ノルムと呼ぶ。行列 A のシャッテン p-ノルムは、A の特異値を σi で表せば、以下のように定義される。
{\displaystyle \|A\|_{p}=\left(\sum _{i=1}^{\min\{m,n\}}\!\!\!\!\sigma _{i}^{p}\right)^{\!\!1/p}}
シャッテンノルムはいずれの p に対しても劣乗法的である。また、任意の行列 A のユニタリ変換に対してシャッテンノルムは不変であり、任意のユニタリ行列 U, V 対して ‖ UAV ‖ = ‖ A ‖ が成り立つ。
p = 1, 2, ∞ の場合がよく知られており、p = 2 の場合はフロベニウスノルムが得られる。p = ∞ はスペクトルノルム、すなわちベクトルの 2 ノルムから誘導される行列ノルムである。

### トレースノルム
p = 1 からは核型ノルム (nuclear norm)、トレースノルム、あるいは樊畿(Ky Fan) の n ノルムとして知られるノルム
{\displaystyle \|A\|_{\text{trace}}=\operatorname {tr} ({\sqrt {A^{*}A}})=\!\!\!\sum _{i=1}^{\min\{m,n\}}\!\!\!\!\sigma _{i}}
が定まる。ここで行列 A∗ A の平方根は BB = A∗ A を満たす行列 B の意味で用いている。

## 両立するノルム
空間 Km×n 上の行列ノルム ‖ • ‖ab は Kn 上のノルム ‖ • ‖a と Km 上のノルム ‖ • ‖b に対して
{\displaystyle \|Ax\|_{b}\leq \|A\|_{ab}\|x\|_{a}}
を満たすとき、‖ • ‖a, ‖ • ‖b と両立する (consistent) という。‖ • ‖a, ‖ • ‖b から誘導される作用素ノルムは、その定義から明らかに ‖ • ‖a, ‖ • ‖b と両立する。誘導ノルムをベクトルのノルムと両立する行列ノルムにまで広げても、スペクトル半径が下限を与えるという命題はなお正しい。

## ノルムの同値性
有限次元ベクトル空間 Km×n の任意の2つの（ベクトルとしての）ノルム ‖ • ‖α, ‖ • ‖β に対して、適当な定数 r, s > 0 をとれば
{\displaystyle r\left\|A\right\|_{\alpha }\leq \left\|A\right\|_{\beta }\leq s\left\|A\right\|_{\alpha }}
が任意の行列 A ∈ Km×n に対して成立するようにできる。言い換えれば、このようなノルムはどれも同値 (equivalent) なノルムであり、空間 Km×n に同じ位相を誘導する。
さらに実行列 A ∈ Rn×n の場合、任意のノルム ‖ • ‖ に対し一意な正の定数 k が存在して、k‖ A ‖ が（劣乗法的な）行列ノルムになる。
行列ノルム ‖ • ‖p は、他のいかなる行列ノルム  ‖ • ‖q も ‖ • ‖q ≤ ‖ • ‖p を満たさないとき、極小（英: minimal）であると呼ばれる。

### 同値なノルムの例
実行列 A ∈ Rm×n に対し、以下の不等式が成立する：
- {\displaystyle \|A\|_{2}\leq \|A\|_{F}\leq {\sqrt {r}}\|A\|_{2}}
- {\displaystyle \|A\|_{F}\leq \|A\|_{*}\leq {\sqrt {r}}\|A\|_{F}}
- {\displaystyle \|A\|_{\max }\leq \|A\|_{2}\leq {\sqrt {mn}}\|A\|_{\max }}
- {\displaystyle {\frac {1}{\sqrt {n}}}\|A\|_{\infty }\leq \|A\|_{2}\leq {\sqrt {m}}\|A\|_{\infty }}
- {\displaystyle {\frac {1}{\sqrt {m}}}\|A\|_{1}\leq \|A\|_{2}\leq {\sqrt {n}}\|A\|_{1}}

ここで r は行列 A のランクである。
他にも次のような関係は有用である：
- {\displaystyle \|A\|_{2}\leq {\sqrt {\|A\|_{1}\|A\|_{\infty }}}}

これはヘルダーの不等式の特殊例である。